# Cabela’s Deer Hunt: 2005 Season
Не стоит путать с Cabela's Big Game Hunter: 2005 Adventures.
Cabela’s Deer Hunt: 2005 Season — компьютерная игра в жанре симулятора охоты, разработанная компаниями FUN Labs (основная версия для Xbox), Sand Grain Studios (портирование на PlayStation 2) и Magic Wand Productions (портирование на ПК), и выпущенная компанией Activision в 2004 году. Является второй игрой в дилогии Deer Hunt, сосредоточенной на охоте на оленей; одна из игр, выпущенных под маркой Cabela's (см. также список).

## Игровой процесс
Cabela’s Deer Hunt: 2005 Season выполнена в жанре симулятора охоты, как и большинство игр, выпущенных под маркой Cabela's. В играх такого типа геймплей, как правило, сосредоточен на разведывании дикой местности (часто для этого могут использоваться транспортные средства), установке приманок, выслеживании животного и т. д.
В начале игры игрок может выбрать одну из предусмотренных моделей персонажа, а затем дать выбранному охотнику имя. Каждый охотник обладает определённым набором умений (например, зрелый мужчина-охотник лучше выслеживает дичь, однако он менее вынослив, нежели молодой парень) — впоследствии эти умения, подобно аналогичным параметрам в ролевых играх влияют на игровой процесс, однако изменять в ходе игры их нельзя.
После создания персонажа игроку доступно несколько регионов (штаты Америки), на которых он может вести охоту. Среди них: Аризона, Вашингтон, Вайоминг и др. Каждый регион выполнен в двух вариантах — зимнем и осеннем (иногда зимнем и летнем), кроме того, каждый регион поделен на несколько секций, между которыми можно перемещаться. Первоначально «открыты» все регионы, однако в случае неудачной охоты на одном из них, игроку придется пройти этап заново, чтобы вновь собрать нужно количество баллов для открытия следующего региона. На выбранной локации водятся характерные для данного типа местности животные.
После выбора местности необходимо выбрать экипировку — одежду, приманки, палатку, набор с пищей, аптечку для оказания срочной медицинской помощи (в процессе игры на экране будут отображаться параметры, такие как уровень здоровья игрока, и соответственно, чтобы поправить здоровье, например, после стычки с хищником, необходимо применить аптечку, выбрав её в инвентаре). Существует также опция автоматического подбора экипировки.
Охота начинается возле охотничьего дома. На экране отображаются красные прозрачные точки, которые соответствуют местонахождению оленей; идя по направлению к этим точкам, охотник сможет выследить дичь. Охотиться в игре разрешается только на оленей, однако другие животные также показаны — среди них мелкие животные, такие как белки и крупные хищники, например, медведи или койоты. При встрече с персонажем, хищные животные могут напасть на него. В случае, если повреждения персонажа будут серьёзными и их нельзя восстановить с помощью применения аптечки, начать этап придется заново. В игре реализована возможность перемещаться по локации на транспортных средствах — внедорожниках, снегоходах, квадроциклах.
Доступен обзор от первого (из глаз персонажа) и третьего лица (персонаж виден со стороны).